# Yeeun
Ye-eun (hangul: 예은), é um prenome coreano, mais usado como um nome feminino. Foi o sexto nome mais popular para as meninas na Coreia do Sul em 2008, e ficou em nono lugar em 2009. Seu significado difere baseado no hanja usado para escrever cada sílaba do nome. Há 34 hanja com a leitura "ye" e 26 hanja com a leitura "eun", na lista oficial de hanja do governo sul-coreano, que pode ser registrado para uso em outros nomes.

## Pessoas
- Park Ye-eun (1989), cantora e compositora sul-coreana, ex-integrante do grupo feminino Wonder Girls.
- Jang Ye-eun (1998), cantora, dançarina, rapper e compositora sul-coreana, integrante do grupo feminino CLC.